# درز
درز (بالفارسية: درز) (بالإنجليزية: Darz)‏، قرية في قسم درزوسابيان الريفي، الناحية المركزية، مقاطعة لارستان، محافظة فارس، إيران. يبلغ عدد سكانها حسب إحصاء عام 2006 ميلادية 1,357 نسمة في 269 عائلة.